# Mistrovství světa v ledním hokeji do 18 let 2007
Mistrovství světa v ledním hokeji do 18 let 2007 se konalo od 11. do 22. dubna 2007 ve finských městech Rauma a Tampere. Titul neobhájily Spojené státy americké, které ve finále podlehly Rusku 5:6. Překvapením šampionátu byl fakt, že dva medailisté z posledního Mistrovství světa hráčů do 18 let skončili ve skupině o udržení. Zatímco pořádající Finsko, obhájce stříbrné medaile, se zachránilo, Česká republika sestoupila společně s Lotyšskem do 1. divize.

## Základní skupiny

### Skupina A
|    | Tým      | Z | V | VP | PP | P | VG | IG | B  |
| -- | -------- | - | - | -- | -- | - | -- | -- | -- |
| 1. | Kanada   | 4 | 3 | 1  | 0  | 0 | 24 | 8  | 11 |
| 2. | Rusko    | 4 | 3 | 0  | 0  | 1 | 16 | 12 | 9  |
| 3. | USA      | 4 | 2 | 0  | 1  | 1 | 22 | 9  | 7  |
| 4. | Německo  | 4 | 1 | 0  | 0  | 3 | 8  | 21 | 3  |
| 5. | Lotyšsko | 4 | 0 | 0  | 0  | 4 | 6  | 26 | 0  |

#### Zápasy
| 12. dubna 2007 | Kanada | 7 : 3             | Německo | Rauma Aijansuo |
| 16:00 SEČ      | Kanada | ( 3 : 1 , 2 : 1 ) | Německo |                |

| Souhrn zápasu | Souhrn zápasu | Souhrn zápasu | Souhrn zápasu | Souhrn zápasu |
| ------------- | ------------- | ------------- | ------------- | ------------- |
|               | {{{góly1}}}   |               | {{{góly2}}}   |               |

| 12. dubna 2007 | Rusko | 5 : 3                     | USA | Rauma Aijansuo |
| 19:30 SEČ      | Rusko | ( 1 : 1 , 1 : 1 , 3 : 1 ) | USA |                |

| Souhrn zápasu | Souhrn zápasu | Souhrn zápasu | Souhrn zápasu | Souhrn zápasu |
| ------------- | ------------- | ------------- | ------------- | ------------- |
|               | {{{góly1}}}   |               | {{{góly2}}}   |               |

| 13. dubna 2007 | Německo | 1 : 9                     | USA | Rauma Aijansuo |
| 16:00 SEČ      | Německo | ( 0 : 5 , 1 : 2 , 0 : 2 ) | USA |                |

| Souhrn zápasu | Souhrn zápasu | Souhrn zápasu | Souhrn zápasu | Souhrn zápasu |
| ------------- | ------------- | ------------- | ------------- | ------------- |
|               | {{{góly1}}}   |               | {{{góly2}}}   |               |

| 13. dubna 2007 | Rusko | 6 : 3                     | Lotyšsko | Rauma Aijansuo |
| 19:30 SEČ      | Rusko | ( 2 : 0 , 2 : 2 , 2 : 1 ) | Lotyšsko |                |

| Souhrn zápasu | Souhrn zápasu | Souhrn zápasu | Souhrn zápasu | Souhrn zápasu |
| ------------- | ------------- | ------------- | ------------- | ------------- |
|               | {{{góly1}}}   |               | {{{góly2}}}   |               |

| 14. dubna 2007 | Lotyšsko | 1 : 9                     | Kanada | Rauma Aijansuo |
| 16:00 SEČ      | Lotyšsko | ( 0 : 4 , 0 : 2 , 1 : 3 ) | Kanada |                |

| Souhrn zápasu | Souhrn zápasu | Souhrn zápasu | Souhrn zápasu | Souhrn zápasu |
| ------------- | ------------- | ------------- | ------------- | ------------- |
|               | {{{góly1}}}   |               | {{{góly2}}}   |               |

| 15. dubna 2007 | Německo | 1 : 3                     | Rusko | Rauma Aijansuo |
| 15:00 SEČ      | Německo | ( 0 : 0 , 0 : 1 , 1 : 2 ) | Rusko |                |

| Souhrn zápasu | Souhrn zápasu | Souhrn zápasu | Souhrn zápasu | Souhrn zápasu |
| ------------- | ------------- | ------------- | ------------- | ------------- |
|               | {{{góly1}}}   |               | {{{góly2}}}   |               |

| 15. dubna 2007 | USA | 2 : 3 SN                                 | Kanada | Rauma Aijansuo |
| 18:30 SEČ      | USA | ( 0 : 1 , 1 : 0 , 1 : 1 ) (0 : 0, 0 : 1) | Kanada |                |

| Souhrn zápasu | Souhrn zápasu | Souhrn zápasu | Souhrn zápasu | Souhrn zápasu |
| ------------- | ------------- | ------------- | ------------- | ------------- |
|               | {{{góly1}}}   |               | {{{góly2}}}   |               |

| 16. dubna 2007 | Lotyšsko | 2 : 3                     | Německo | Rauma Aijansuo |
| 16:00 SEČ      | Lotyšsko | ( 0 : 2 , 2 : 0 , 0 : 1 ) | Německo |                |

| Souhrn zápasu | Souhrn zápasu | Souhrn zápasu | Souhrn zápasu | Souhrn zápasu |
| ------------- | ------------- | ------------- | ------------- | ------------- |
|               | {{{góly1}}}   |               | {{{góly2}}}   |               |

| 17. dubna 2007 | USA | 8 : 0                     | Lotyšsko | Rauma Aijansuo |
| 16:00 SEČ      | USA | ( 4 : 0 , 1 : 0 , 3 : 0 ) | Lotyšsko |                |

| Souhrn zápasu | Souhrn zápasu | Souhrn zápasu | Souhrn zápasu | Souhrn zápasu |
| ------------- | ------------- | ------------- | ------------- | ------------- |
|               | {{{góly1}}}   |               | {{{góly2}}}   |               |

| 15. dubna 2007 | Kanada | 5 : 2                     | Rusko | Rauma Aijansuo |
| 18:30 SEČ      | Kanada | ( 1 : 1 , 3 : 1 , 1 : 0 ) | Rusko |                |

| Souhrn zápasu | Souhrn zápasu | Souhrn zápasu | Souhrn zápasu | Souhrn zápasu |
| ------------- | ------------- | ------------- | ------------- | ------------- |
|               | {{{góly1}}}   |               | {{{góly2}}}   |               |

### Skupina B
|    | Tým       | Z | V | VP | PP | P | VG | IG | B |
| -- | --------- | - | - | -- | -- | - | -- | -- | - |
| 1. | Švédsko   | 4 | 2 | 1  | 0  | 1 | 10 | 7  | 8 |
| 2. | Slovensko | 4 | 2 | 0  | 1  | 1 | 9  | 10 | 7 |
| 3. | Švýcarsko | 4 | 2 | 0  | 1  | 2 | 11 | 7  | 6 |
| 4. | Česko     | 4 | 1 | 1  | 0  | 2 | 9  | 11 | 5 |
| 5. | Finsko    | 4 | 1 | 0  | 1  | 2 | 6  | 10 | 4 |

#### Zápasy
| 11. dubna 2007 | Švédsko | 2 : 1 SN                                 | Finsko | Rauma Aijansuo |
| 17:30 SEČ      | Švédsko | ( 1 : 1 , 0 : 0 , 0 : 0 ) (0 : 0, 1 : 0) | Finsko |                |

| Souhrn zápasu | Souhrn zápasu | Souhrn zápasu | Souhrn zápasu | Souhrn zápasu |
| ------------- | ------------- | ------------- | ------------- | ------------- |
|               | {{{góly1}}}   |               | {{{góly2}}}   |               |

| 12. dubna 2007 | Česko | 4 : 2                     | Švýcarsko | Tampere Hakametsa |
| 15:00 SEČ      | Česko | ( 1 : 1 , 3 : 0 , 0 : 1 ) | Švýcarsko |                   |

| Souhrn zápasu | Souhrn zápasu | Souhrn zápasu | Souhrn zápasu | Souhrn zápasu |
| ------------- | ------------- | ------------- | ------------- | ------------- |
|               | {{{góly1}}}   |               | {{{góly2}}}   |               |

| 13. dubna 2007 | Švédsko | 3 : 6                     | Slovensko | Tampere Hakametsa |
| 16:00 SEČ      | Švédsko | ( 1 : 1 , 0 : 3 , 2 : 2 ) | Slovensko |                   |

| Souhrn zápasu | Souhrn zápasu | Souhrn zápasu | Souhrn zápasu | Souhrn zápasu |
| ------------- | ------------- | ------------- | ------------- | ------------- |
|               | {{{góly1}}}   |               | {{{góly2}}}   |               |

| 12. dubna 2007 | Švýcarsko | 5 : 1                     | Finsko | Tampere Hakametsa |
| 19:30 SEČ      | Švýcarsko | ( 2 : 1 , 2 : 0 , 1 : 0 ) | Finsko |                   |

| Souhrn zápasu | Souhrn zápasu | Souhrn zápasu | Souhrn zápasu | Souhrn zápasu |
| ------------- | ------------- | ------------- | ------------- | ------------- |
|               | {{{góly1}}}   |               | {{{góly2}}}   |               |

| 14. dubna 2007 | Slovensko | 2 : 3 SN                                 | Česko | Tampere Hakametsa |
| 16:00 SEČ      | Slovensko | ( 0 : 0 , 2 : 1 , 0 : 1 ) (0 : 0, 0 : 1) | Česko |                   |

| Souhrn zápasu | Souhrn zápasu | Souhrn zápasu | Souhrn zápasu | Souhrn zápasu |
| ------------- | ------------- | ------------- | ------------- | ------------- |
|               | {{{góly1}}}   |               | {{{góly2}}}   |               |

| 15. dubna 2007 | Švýcarsko | 0 : 2                     | Švédsko | Tampere Hakametsa |
| 15:00 SEČ      | Švýcarsko | ( 0 : 0 , 0 : 2 , 0 : 0 ) | Švédsko |                   |

| Souhrn zápasu | Souhrn zápasu | Souhrn zápasu | Souhrn zápasu | Souhrn zápasu |
| ------------- | ------------- | ------------- | ------------- | ------------- |
|               | {{{góly1}}}   |               | {{{góly2}}}   |               |

| 15. dubna 2007 | Finsko | 4 : 2             | Česko | Tampere Hakametsa |
| 18:30 SEČ      | Finsko | ( 4 : 1 , 0 : 0 ) | Česko |                   |

| Souhrn zápasu | Souhrn zápasu | Souhrn zápasu | Souhrn zápasu | Souhrn zápasu |
| ------------- | ------------- | ------------- | ------------- | ------------- |
|               | {{{góly1}}}   |               | {{{góly2}}}   |               |

| 16. dubna 2007 | Slovensko | 0 : 4             | Švýcarsko | Tampere Hakametsa |
| 15:00 SEČ      | Slovensko | ( 0 : 1 , 0 : 2 ) | Švýcarsko |                   |

| Souhrn zápasu | Souhrn zápasu | Souhrn zápasu | Souhrn zápasu | Souhrn zápasu |
| ------------- | ------------- | ------------- | ------------- | ------------- |
|               | {{{góly1}}}   |               | {{{góly2}}}   |               |

| 17. dubna 2007 | Česko | 0 : 3                     | Švédsko | Tampere Hakametsa |
| 16:00 SEČ      | Česko | ( 0 : 1 , 0 : 0 , 0 : 2 ) | Švédsko |                   |

| Souhrn zápasu | Souhrn zápasu | Souhrn zápasu | Souhrn zápasu | Souhrn zápasu |
| ------------- | ------------- | ------------- | ------------- | ------------- |
|               | {{{góly1}}}   |               | {{{góly2}}}   |               |

| 17. dubna 2007 | Finsko | 0 : 1                     | Slovensko | Tampere Hakametsa |
| 19:30 SEČ      | Finsko | ( 0 : 0 , 0 : 1 , 0 : 0 ) | Slovensko |                   |

| Souhrn zápasu | Souhrn zápasu | Souhrn zápasu | Souhrn zápasu | Souhrn zápasu |
| ------------- | ------------- | ------------- | ------------- | ------------- |
|               | {{{góly1}}}   |               | {{{góly2}}}   |               |

## Skupina o udržení
Poznámka: Výsledky  Lotyšsko 2 : 3  Německo a  Finsko 4 : 2  Česko se započítávaly ze zápasů základních skupin.
|     | Tým      | Z | V | VP | PP | P | VG | IG | B |
| --- | -------- | - | - | -- | -- | - | -- | -- | - |
| 7.  | Finsko   | 3 | 3 | 0  | 0  | 0 | 14 | 8  | 9 |
| 8.  | Německo  | 3 | 2 | 0  | 0  | 1 | 12 | 9  | 6 |
| 9.  | Česko    | 3 | 1 | 0  | 0  | 2 | 9  | 11 | 3 |
| 10. | Lotyšsko | 3 | 0 | 0  | 0  | 3 | 6  | 13 | 0 |

| 19. dubna 2007 | Česko | 4 : 1                     | Lotyšsko | Tampere Hakametsa |
| 15:00 SEČ      | Česko | ( 1 : 0 , 2 : 0 , 1 : 1 ) | Lotyšsko |                   |

| Souhrn zápasu | Souhrn zápasu | Souhrn zápasu | Souhrn zápasu | Souhrn zápasu |
| ------------- | ------------- | ------------- | ------------- | ------------- |
|               | {{{góly1}}}   |               | {{{góly2}}}   |               |

| 19. dubna 2007 | Německo | 3 : 4                     | Finsko | Rauma Aijansuo |
| 19:30 SEČ      | Německo | ( 1 : 2 , 2 : 1 , 0 : 1 ) | Finsko |                |

| Souhrn zápasu | Souhrn zápasu | Souhrn zápasu | Souhrn zápasu | Souhrn zápasu |
| ------------- | ------------- | ------------- | ------------- | ------------- |
|               | {{{góly1}}}   |               | {{{góly2}}}   |               |

| 20. dubna 2007 | Německo | 6 : 3                     | Česko | Rauma Aijansuo |
| 15:00 SEČ      | Německo | ( 1 : 2 , 2 : 1 , 3 : 0 ) | Česko |                |

| Souhrn zápasu | Souhrn zápasu | Souhrn zápasu | Souhrn zápasu | Souhrn zápasu |
| ------------- | ------------- | ------------- | ------------- | ------------- |
|               | {{{góly1}}}   |               | {{{góly2}}}   |               |

| 20. dubna 2007 | Lotyšsko | 3 : 6                     | Finsko | Rauma Aijansuo |
| 18:30 SEČ      | Lotyšsko | ( 0 : 1 , 2 : 2 , 1 : 3 ) | Finsko |                |

| Souhrn zápasu | Souhrn zápasu | Souhrn zápasu | Souhrn zápasu | Souhrn zápasu |
| ------------- | ------------- | ------------- | ------------- | ------------- |
|               | {{{góly1}}}   |               | {{{góly2}}}   |               |

## Play-off

### Čtvrtfinále
| 19. dubna 2007 | Rusko | 4 : 3 P                             | Švýcarsko | Tampere Hakametsa |
| 15:00 SEČ      | Rusko | ( 2 : 1 , 0 : 0 , 1 : 2 ) ( 1 : 0 ) | Švýcarsko |                   |

| Souhrn zápasu | Souhrn zápasu | Souhrn zápasu | Souhrn zápasu | Souhrn zápasu |
| ------------- | ------------- | ------------- | ------------- | ------------- |
|               | {{{góly1}}}   |               | {{{góly2}}}   |               |

| 19. dubna 2007 | Slovensko | 2 : 7                     | USA | Tampere Hakametsa |
| 18:30 SEČ      | Slovensko | ( 1 : 2 , 1 : 3 , 0 : 2 ) | USA |                   |

| Souhrn zápasu | Souhrn zápasu | Souhrn zápasu | Souhrn zápasu | Souhrn zápasu |
| ------------- | ------------- | ------------- | ------------- | ------------- |
|               | {{{góly1}}}   |               | {{{góly2}}}   |               |

### Semifinále
| 20. dubna 2007 | Švédsko | 4 : 5                     | Rusko | Tampere Hakametsa |
| 15:00 SEČ      | Švédsko | ( 0 : 0 , 2 : 3 , 2 : 2 ) | Rusko |                   |

| Souhrn zápasu | Souhrn zápasu | Souhrn zápasu | Souhrn zápasu | Souhrn zápasu |
| ------------- | ------------- | ------------- | ------------- | ------------- |
|               | {{{góly1}}}   |               | {{{góly2}}}   |               |

| 20. dubna 2007 | Kanada | 3 : 4 SN                                   | USA | Tampere Hakametsa |
| 18:30 SEČ      | Kanada | ( 0 : 1 , 3 : 1 , 0 : 1 ) ( 0 : 0, 0 : 1 ) | USA |                   |

| Souhrn zápasu | Souhrn zápasu | Souhrn zápasu | Souhrn zápasu | Souhrn zápasu |
| ------------- | ------------- | ------------- | ------------- | ------------- |
|               | {{{góly1}}}   |               | {{{góly2}}}   |               |

### O 5. místo
| 21. dubna 2007 | Švýcarsko | 1 : 4                     | Slovensko | Tampere Hakametsa |
| 18:30 SEČ      | Švýcarsko | ( 0 : 0 , 0 : 1 , 1 : 3 ) | Slovensko |                   |

| Souhrn zápasu | Souhrn zápasu | Souhrn zápasu | Souhrn zápasu | Souhrn zápasu |
| ------------- | ------------- | ------------- | ------------- | ------------- |
|               | {{{góly1}}}   |               | {{{góly2}}}   |               |

### O 3. místo
| 22. dubna 2007 | Kanada | 3 : 8                     | Švédsko | Tampere Hakametsa |
| 14:00 SEČ      | Kanada | ( 0 : 2 , 2 : 1 , 1 : 5 ) | Švédsko |                   |

| Souhrn zápasu | Souhrn zápasu | Souhrn zápasu | Souhrn zápasu | Souhrn zápasu |
| ------------- | ------------- | ------------- | ------------- | ------------- |
|               | {{{góly1}}}   |               | {{{góly2}}}   |               |

### Finále
| 22. dubna 2007 | USA | 5 : 6             | Rusko | Tampere Hakametsa |
| 18:00 SEČ      | USA | ( 3 : 2 , 1 : 2 ) | Rusko |                   |

| Souhrn zápasu | Souhrn zápasu | Souhrn zápasu | Souhrn zápasu | Souhrn zápasu |
| ------------- | ------------- | ------------- | ------------- | ------------- |
|               | {{{góly1}}}   |               | {{{góly2}}}   |               |

## Konečné umístění
|                  | Tým       |
| ---------------- | --------- |
| Zlatá medaile    | Rusko     |
| Stříbrná medaile | USA       |
| Bronzová medaile | Švédsko   |
| 4.               | Kanada    |
| 5.               | Slovensko |
| 6.               | Švýcarsko |
| 7.               | Finsko    |
| 8.               | Německo   |
| 9.               | Česko     |
| 10.              | Lotyšsko  |

Týmy  Česko a  Lotyšsko sestoupily do 1. divize.

## Soupisky
| Rusko - Sergej Andronov, Jegor Averin, Jevgenij Dadonov, Nikita Filatov, Maxim Gončarov, Dmitri Kagarlickij, Vitalij Karamnov, Nikita Kljukin, Sergej Korostin, Dmitri Kugryšev, Dmitri Kulikov, Andrej Loktionov, Nikolai Lukjančikov, Kiril Petrov, Alexander Pečurskij, Vadim Šelobňuk, Jakov Selesněv, Vasilij Tokranov, Alexej Čerepanov, Maxim Čudinov, Michail Čurljajev, Vjačeslav Vojnov · Trenér: Mišat Fachrutdinov |

| USA - John Albert, Ian Cole, Tom Cross, Cade Fairchild, Jimmy Hayes, Ryan Hayes, Thomas McCollum, Ryan McDonagh, Jim O'Brien, James van Riemsdyk, Matt Rust, Ted Ruth, Vinny Saponari, Jordan Schroeder, C. J. Severyn, Kevin Shattenkirk, A. J. Sturges, Josh Unice, Justin Vaive, Brennan Vargas, Patrick White, Colin Wilson · Trenér: Ron Rolston |

| Švédsko - Jimmy Andersson, Joakim Andersson, Mikael Backlund, Emil Bejmo, Christoffer Bengtsberg, Henrik Björklund, Alexander Eriksson, Sebastian Erixon, Johan Erkgärds, Carl Gustafsson, Victor Hedman, Jens Hellgren, Simon Hjalmarsson, Marcus Johansson, Oscar Möller, Johan Motin, Robin Olsson, Mark Owuya, Anton Persson, André Petersson, Mattias Tedenby, Nichlas Torp · Trenér: Lars Lindgren |

## 1. divize
Skupina A se hrála v Mariboru v Slovinsku od 6. do 12. dubna 2007, skupina B v Sanoku v Polsku od 4. do 10. dubna.

### Skupina A
| Tým           | Z | V | VP | PP | P | GS | GI | B  |
| ------------- | - | - | -- | -- | - | -- | -- | -- |
| 1. Bělorusko  | 5 | 4 | 1  | 0  | 0 | 37 | 10 | 14 |
| 2. Slovinsko  | 5 | 3 | 0  | 1  | 1 | 22 | 20 | 10 |
| 3. Kazachstán | 5 | 2 | 1  | 0  | 2 | 24 | 18 | 8  |
| 4. Itálie     | 5 | 2 | 0  | 1  | 2 | 19 | 20 | 7  |
| 5. Rakousko   | 5 | 1 | 0  | 1  | 3 | 14 | 21 | 4  |
| 6. Francie    | 5 | 0 | 1  | 0  | 4 | 13 | 40 | 2  |

 Bělorusko postoupilo mezi elitu, zatímco  Francie sestoupila do 2. divize na Mistrovství světa v ledním hokeji do 18 let 2008

### Skupina B
| Tým               | Z | V | VP | PP | P | GS | GI | B  |
| ----------------- | - | - | -- | -- | - | -- | -- | -- |
| 1. Dánsko         | 5 | 5 | 0  | 0  | 0 | 22 | 6  | 15 |
| 2. Japonsko       | 5 | 3 | 1  | 0  | 1 | 22 | 13 | 11 |
| 3. Norsko         | 5 | 2 | 0  | 2  | 1 | 22 | 19 | 8  |
| 4. Polsko         | 5 | 2 | 0  | 0  | 3 | 16 | 26 | 6  |
| 5. Ukrajina       | 5 | 1 | 1  | 0  | 3 | 15 | 17 | 5  |
| 6. Velká Británie | 5 | 0 | 0  | 0  | 5 | 10 | 26 | 0  |

 Dánsko postoupilo mezi elitu, zatímco  Velká Británie sestoupila do 2. divize na Mistrovství světa v ledním hokeji do 18 let 2008

## 2. divize
Skupina A se hrála v Miskolci v Maďarsku od 15. do 21. dubna 2007, zatímco skupina B v Miercureji Ciuci v Rumunsku od 12. do 18. března 2007.

### Skupina A
| Tým           | Z | V | VP | PP | P | GS | GI | B  |
| ------------- | - | - | -- | -- | - | -- | -- | -- |
| 1. Nizozemsko | 5 | 5 | 0  | 0  | 0 | 39 | 9  | 15 |
| 2. Maďarsko   | 5 | 4 | 0  | 0  | 1 | 48 | 7  | 12 |
| 3. Estonsko   | 5 | 2 | 1  | 0  | 2 | 21 | 23 | 8  |
| 4. Belgie     | 5 | 2 | 0  | 0  | 3 | 17 | 37 | 6  |
| 5. Izrael     | 5 | 1 | 0  | 0  | 4 | 11 | 36 | 3  |
| 6. Mexiko     | 5 | 0 | 0  | 1  | 4 | 9  | 33 | 1  |

 Nizozemsko postoupilo do 1. divize, zatímco  Mexiko sestoupilo do 3. divize na Mistrovství světa v ledním hokeji do 18 let 2008

### Skupina B
| Tým            | Z | V | VP | PP | P | GS | GI | B  |
| -------------- | - | - | -- | -- | - | -- | -- | -- |
| 1. Litva       | 5 | 5 | 0  | 0  | 0 | 32 | 9  | 15 |
| 2. Jižní Korea | 5 | 3 | 1  | 0  | 1 | 27 | 14 | 11 |
| 3. Chorvatsko  | 5 | 2 | 0  | 2  | 1 | 24 | 19 | 8  |
| 4. Rumunsko    | 5 | 2 | 0  | 0  | 3 | 15 | 25 | 6  |
| 5. Austrálie   | 5 | 0 | 2  | 0  | 3 | 13 | 25 | 4  |
| 6. Srbsko      | 5 | 0 | 0  | 1  | 4 | 10 | 29 | 1  |

 Litva postoupila do 1. divize, zatímco  Srbsko sestoupilo do 3. divize na Mistrovství světa v ledním hokeji do 18 let 2008

## 3. divize
Hráno v Pekingu v Číně od 5. do 11. března 2007. Kvalifikace  Turecko -  Bulharsko 3:2 na trestná střílení (2:1, 0:1, 0:0, 0:0, 1:0) hraná v İzmitu v Turecku
| Tým            | Z | V | VP | PP | P | GS | GI | B  |
| -------------- | - | - | -- | -- | - | -- | -- | -- |
| 1. Španělsko   | 5 | 5 | 0  | 0  | 0 | 54 | 9  | 15 |
| 2. Čína        | 5 | 4 | 0  | 0  | 1 | 46 | 16 | 12 |
| 3. Island      | 5 | 3 | 0  | 0  | 2 | 41 | 17 | 9  |
| 4. Nový Zéland | 5 | 2 | 0  | 0  | 3 | 30 | 25 | 6  |
| 5. JAR         | 5 | 1 | 0  | 0  | 4 | 11 | 53 | 3  |
| 6. Turecko     | 5 | 0 | 0  | 0  | 5 | 6  | 68 | 0  |

Týmy  Španělsko a  Čína postoupily do 2. divize na Mistrovství světa v ledním hokeji do 18 let 2008